# Acridină
Acridina este un compus heterociclic cu azot cu formula C13H9N, care a fost izolat pentru prima dată de către Carl Gräbe și Heinrich Caro în anul 1817, din gudroanele rezultate în urma distilării uscate a cărbunilor.

### Sinteza cu acid formic

Reacția are loc în prezența clorurii de zinc ca deshidratant

## Sinteză

### Sinteza Bernthsen
Presupune încălzirea diarilaminelor cu acid carboxilic sau anhidridă acetică în prezența clorurii de zinc

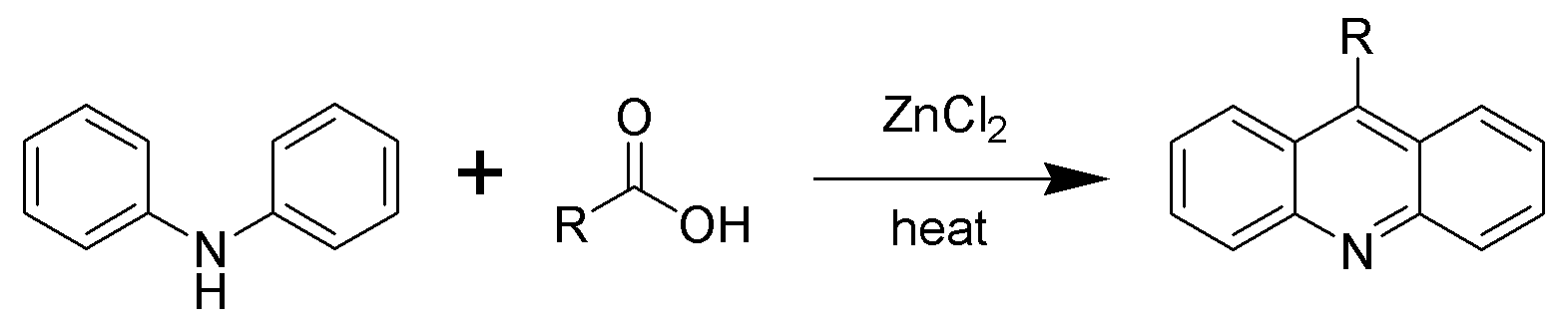
Sinteză prin care se obțin derivați 9 substituți pe nucleul acridinic

### Reacții de condensare
- Difenilamină cu cloroform

## Proprietăți

### Proprietăți fizice
Este un compus cristalin incolor, din punct de vedere acido-bazic este o bază slabă cu pKa de 5,6, similar cu a piridinei. Cristalizează sub formă de ace a căror temperatură de fierbere este de 110 °C. Este iritantă la nivelul pielii, iar soluțiile sale au o fluorescență albastră.

### Proprietăți chimice
- Oxidare

Prin reacția de oxidare se pune în evidență structura de tip chinolinic a acridinei

Acridina suferă reacție de oxidare cu permanganat de potasiu în mediu acid , oxidare în urma căreia rezultă acidul acridinic(dicarboxilic).
- Hidrogenare

Prin reacție cu amalgam de sodiu are loc hidrogenarea nucleului central. 

Compusul format în urma hidrogenării poartă denumirea de 9,10 dihidroacridină sau acridan

### Utilizări
Acridina dar în special derivații săi joacă un rol important în sintezele chimice pentru producerea diferiților compuși
- Fenil acridina ( 9 fenil acridina) derivatul de bază în sinteza crisanilinei (3,6-diamino-9-fenilacridina) un intermediar important în obținerea rosanilinei un colorant important în microbiologie și nu numai.
- Acrihin

Acrihinul este un derivat mult mai eficient decât chinina în tratamentul malariei

- Coloranți utilizați de obicei în microbiologie
  - Galben de acridină
  - Orange acridină
  - Albastru Meldola
  - Albastru Capri .